# 266 ق م
266 ق م أو 266 قبل الميلاد هي سنة من العقد 26 ق م في التقويم اليولياني البروليبتي (التقويم الميلادي). تسبقها سنة 267 ق م وتليها سنة 265 ق م.

## أحداث
- ماركوس ريجولوس وجوليوس ليبو يحتفلان بالانتصارات على سالنتميون.
- ضم كالابريا وميسابيا للجمهورية الرومانية.
- أريوبارزانيس يصبح الملك الثاني لبونتوس.[5][6]
- إمبراطور المورين أشوكا يعتنق البوذية.[7]

## وفيات
- مثرادات الأول مؤسس مملكة البنطس.[8]

## كتب
- Yves Denis Papin (1998). Chronologie de l'histoire ancienne. Lieu de publication non identifié: Éditions Jean-paul Gisserot. ISBN:2-87747-346-5. OCLC:40746926. مؤرشف من الأصل في 2022-03-16.
- أحمد محمد عوف (2000)، موسوعة حضارة العالم، QID:Q12246226

## وصلات خارجية
- صفحة السنة على موقع onthisday.com
- سنة 266 ق م على موقع المكتبة الوطنية الفرنسية